# Luc Robitaille
Luc Robitaille, född 17 februari 1966 i Montréal, Québec, är en kanadensisk före detta professionell ishockeyspelare som spelade 20 år i NHL. Han spelade för Los Angeles Kings (under tre olika sejourer), New York Rangers, Detroit Red Wings och Pittsburgh Penguins.
Robitaille är den vänsterytter i ligan som gjort flest mål under karriären och den spelare i Los Angeles Kings som gjort flest mål i klubbens historia.
23 juni 2009 blev "Lucky Luc" invald i Hockey Hall of Fame.

## Statistik

### Klubbkarriär
| 1983–84      | Hull Olympiques     | QMJHL        | 70   | 32  | 53  | 85   | 48   | —   | —  | —  | —   | —   |
| 1984–85      | Hull Olympiques     | QMJHL        | 64   | 55  | 94  | 149  | 115  | 5   | 4  | 2  | 6   | 27  |
| 1985–86      | Hull Olympiques     | QMJHL        | 63   | 68  | 123 | 191  | 91   | 15  | 17 | 27 | 44  | 28  |
| 1986–87      | Los Angeles Kings   | NHL          | 79   | 45  | 39  | 84   | 28   | 5   | 1  | 4  | 5   | 2   |
| 1987–88      | Los Angeles Kings   | NHL          | 80   | 53  | 58  | 111  | 82   | 5   | 2  | 5  | 7   | 18  |
| 1988–89      | Los Angeles Kings   | NHL          | 78   | 46  | 52  | 98   | 65   | 11  | 2  | 6  | 8   | 10  |
| 1989–90      | Los Angeles Kings   | NHL          | 80   | 52  | 49  | 101  | 38   | 10  | 5  | 5  | 10  | 12  |
| 1990–91      | Los Angeles Kings   | NHL          | 76   | 45  | 46  | 91   | 68   | 12  | 12 | 4  | 16  | 22  |
| 1991–92      | Los Angeles Kings   | NHL          | 80   | 44  | 63  | 107  | 95   | 6   | 3  | 4  | 7   | 12  |
| 1992–93      | Los Angeles Kings   | NHL          | 84   | 63  | 62  | 125  | 100  | 24  | 9  | 13 | 22  | 28  |
| 1993–94      | Los Angeles Kings   | NHL          | 83   | 44  | 42  | 86   | 86   | —   | —  | —  | —   | —   |
| 1994–95      | Pittsburgh Penguins | NHL          | 46   | 23  | 19  | 42   | 37   | 12  | 7  | 4  | 11  | 26  |
| 1995–96      | New York Rangers    | NHL          | 77   | 23  | 46  | 69   | 80   | 11  | 1  | 5  | 6   | 8   |
| 1996–97      | New York Rangers    | NHL          | 69   | 24  | 24  | 48   | 48   | 15  | 14 | 7  | 11  | 4   |
| 1997–98      | Los Angeles Kings   | NHL          | 57   | 16  | 24  | 40   | 66   | 4   | 1  | 2  | 3   | 6   |
| 1998–99      | Los Angeles Kings   | NHL          | 82   | 39  | 35  | 74   | 54   | —   | —  | —  | —   | —   |
| 1999–00      | Los Angeles Kings   | NHL          | 71   | 36  | 38  | 74   | 68   | 4   | 2  | 2  | 4   | 6   |
| 2000–01      | Los Angeles Kings   | NHL          | 82   | 37  | 51  | 88   | 66   | 13  | 4  | 3  | 7   | 10  |
| 2001–02      | Detroit Red Wings   | NHL          | 81   | 30  | 20  | 50   | 38   | 23  | 4  | 5  | 9   | 10  |
| 2002–03      | Detroit Red Wings   | NHL          | 81   | 11  | 20  | 31   | 50   | 4   | 1  | 0  | 1   | 0   |
| 2003–04      | Los Angeles Kings   | NHL          | 80   | 22  | 29  | 51   | 56   | —   | —  | —  | —   | —   |
| 2005–06      | Los Angeles Kings   | NHL          | 65   | 15  | 9   | 24   | 52   | —   | —  | —  | —   | —   |
| QMJHL totalt | QMJHL totalt        | QMJHL totalt | 197  | 155 | 270 | 425  | 256  | 20  | 21 | 29 | 50  | 55  |
| NHL totalt   | NHL totalt          | NHL totalt   | 1431 | 668 | 726 | 1394 | 1177 | 159 | 58 | 69 | 127 | 174 |

## Meriter
- Stanley Cup – 2002
- Calder Memorial Trophy – 1987
- NHL All-Rookie Team – 1987
- Spelade NHL All-Star Game – 1987, 1988, 1989, 1990, 1991, 1992, 1993, 2001
- Den vänsterforward som gjort flest mål och poäng i NHL genom tiderna (668 mål och 1394 poäng).
- Hans 63 mål säsongen 1992-93 var länge rekord i NHL bland vänsterforwards. Detta rekord slogs 2008 av Aleksandr Ovetjkin som gjorde 65 mål.
- Hans tröjnummer 20 är pensionerat i Los Angeles Kings och hänger i taket i Staples Center.
- Valdes in i Hockey Hall of Fame 2009

## Övrigt
Robitaille medverkar i filmen Sudden Death som sig själv.